# Acer philippinum
Acer philippinum é uma espécie de árvore do gênero Acer, pertencente à família Aceraceae.